# Frank Salmon
Frank Edwin Salmon (* 8. Juni 1962 in Ipswich) ist ein englischer Architekturhistoriker mit Lehrstuhl an der University of Cambridge, wo er seit 2015 Präsident des St John’s College Cambridge ist. Er ist außerdem Fellow der Society of Antiquaries of London und Mitglied des Historic England Advisory Committee.

## Leben und akademische Karriere
Salmon wurde in Ipswich geboren und studierte an der Northgate Grammar School for Boys, dem Downing College, Cambridge und dem Courtauld Institute of Art. Von 1989 bis 2002 unterrichtete er an der Universität von Manchester und von 2002 bis 2006 als Adjunct Associate Professor am Paul Mellon Centre for Studies in British Art der Yale University in London. Seitdem lehrte er am Department of History of Art in Cambridge, wo er die Nachfolge von David Watkin antrat. Seit 2006 ist er Fellow des St John’s College, Cambridge.
Er gewann 1992 die Hawksmoor-Essay-Medaille der Society of Architectural Historians of Great Britain. Sein Buch Building on Ruins wurde 2001 gemeinsam mit dem Whitfield-Preis der Royal Historical Society und 2002 auch mit dem Spiro-Kostof-Preis der American Society of Architectural Historians ausgezeichnet. Im Jahr 2006 war Salmon der eingeladene Plenarsprecher in Savannah, Georgia, bei der Jahrestagung der Gesellschaft.
Salmons Neubewertung der öffentlichen Architektur von William Kent, einschließlich ungebauter Entwürfe für neue Houses of Parliament der 1730er Jahre, erschien in William Kent: Designing Georgian Britain (2013), dem Buch, das die große William-Kent-Ausstellung im Bard Graduate Center, New York, und im Victoria and Albert Museum, London, im Jahr 2014 begleitete.
Salmon war Vorsitzender der Society of Architectural Historians of Great Britain (2003–2006) und Vorsitzender der Fakultät für Archäologie, Geschichte und Briefe der British School at Rome (2006–2011). Die Rickman Society, eine nach Thomas Rickman, dem Autor von An Attempt to Discriminate the Styles of English Architecture (1817) und Designer des 'Wedding Cake' New Court und der Bridge of Sighs am St John’s College, Cambridge, benannte Diskussionsgruppe für Architekturgeschichte, trifft sich 2014 in den Räumen von Salmon im St John’s College.
Er ist mit der Kunsthistorikerin Catharine MacLeod, Kuratorin der Sammlungen des 17. Jahrhunderts an der National Portrait Gallery, London, verheiratet und hat zwei Kinder.

## Werke
- Building on Ruins: The Rediscovery of Rome and English Architecture. Ashgate, 2000[9]
- (ed.): Summerson and Hitchcock: Centenary Essays on Architectural Historiography. Yale University Press, 2006[10]
- (ed.): The Persistence of the Classical: Essays on Architecture Presented to David Watkin. Philip Wilson Publishers, 2008